# Laagna (Vaivara)
Koordinaten: 59° 23′ N, 27° 59′ O

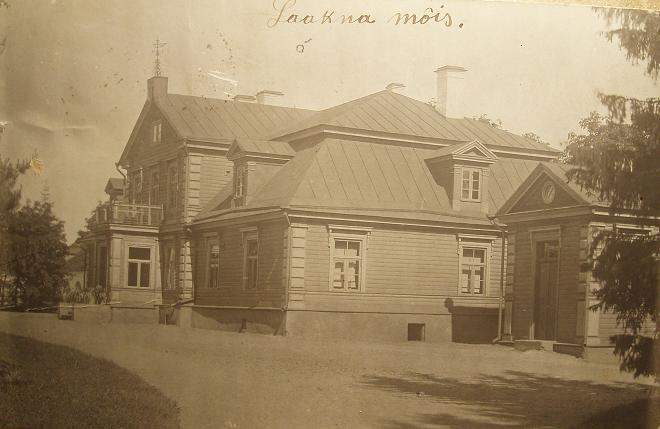
Herrenhaus von Laagna. Aufnahme aus den 1910er Jahren.

Laagna ist ein Dorf (estnisch küla) in der Stadtgemeinde Narva-Jõesuu (bis 2017 Landgemeinde Vaivara). Es liegt im Kreis Ida-Viru (Ost-Wierland) im Nordosten Estlands.

## Beschreibung und Geschichte
Das Dorf hat 42 Einwohner (Stand 1. Januar 2012). Es liegt an der Fernstraße zwischen der estnischen Hauptstadt Tallinn und dem russischen Sankt Petersburg.
Der Ort wurde erstmals 1412 unter dem Namen Langhenal urkundlich erwähnt.

## Gut Laagna
Ab 1498 wurde das Rittergut von Laagna unter dem Namen Kuydenurm geführt. 1661 wurde es als Lagena bezeichnet. 1631 wurde der Feldmarschall Hermann von Wrangel (1587–1643) wegen seiner Verdienste mit dem Gut belehnt. 1657 brannte das Herrenhaus während des russisch-schwedischen Krieges ab. Drei Jahre später ließ es Bernhard Johann von Wrangell erneut aufbauen. Später fiel es an die schwedische Krone.
Nach der Eroberung des Baltikums durch Russland gab Zarin Katharina I. das Gut der Familie Wrangel zurück. Im Juni und Juli 1764 übernachtete die Zarin Katharina II. zweimal auf dem Gut.
Laagna gelangte später in das Eigentümer der adligen deutschbaltischen Familien Maydell, Sievers (ab 1760) und Hermansberg (ab 1791).
1919 wurde das Gut im Zuge der estnischen Landreform enteignet. Der Staat schenkte es August Raudsoo, der sich im Estnischen Freiheitskrieg verdient gemacht hatte.
Die historischen Gebäude des Guts sind heute nur noch als Ruinen erhalten.

## Estnischer Freiheitskrieg
Am 18. Januar 1919 kam es während des Estnischen Freiheitskrieges bei Laagna zu einer Schlacht zwischen estnischen Truppen und finnischen Freiwilligen einerseits und sowjetrussischen Verbänden anderseits.
Die Esten konnten im Zuge des Überraschungsangriffs den Ort zurückerobern. Die militärische Aktion leitete die estnische Eroberung der von den Bolschewiki gehaltenen Stadt Narva einen Tag später ein.